# The Big Knockover
The Big Knockover è il terzo album pubblicato dalla punk rock band svedese No Fun At All. Da quest'album è stato estratto un solo singolo: Should Have Known, di cui fu realizzato anche un video musicale.

## Tracce
1. Catch Me Running Round
2. Suicide Machine
3. Should Have Known
4. Lose Another Friend
5. When The Time Comes
6. Sorry Lad
7. Everythingh Inside
8. The Other Side
9. Away From The Circle
10. Nobody's Perfect
11. You Feeble Mind
12. Ultramar
13. Break My Back

## Formazione
- Ingemar Jansson - voce
- Mikael Danielsson - chitarra
- Christer Johansson - chitarra
- Henrik Sunvisson - basso, chitarra e voce d'accompagnamento
- Kjell Ramstedt - batteria